# Vojtěch Engelmann
Vojtěch Engelmann (* 4. červenec 1989) je český fotbalový útočník, záložník či obránce, v současnosti hraje v klubu FK Viktoria Žižkov. Mimo ČR působil na klubové úrovni v Austrálii v klubu Manningham United FC.

## Klubová kariéra
Svoji fotbalovou kariéru začal v Újezdě nad Lesy, odkud ještě jako dorostenec přestoupil nejprve do Viktorie Žižkov a poté do Bohemians Praha 1905. V roce 2008 se propracoval do seniorské kategorie mužstva, kde nastupoval za B-tým. Následně zamířil do Kunic. V zimě se pak díky spolupráci dostal do FK Dukla Praha. Před sezonou 2013/14 ho klub poslal na hostování do ostravského Baníku, kde debutoval 19. července 2013 proti celku SK Slavia Praha. První branku vstřelil ve druhém kole proti Mladé Boleslavi. Za ostravský klub stihl odehrát 14 ligových utkání, ve kterých celkem čtyřikrát skóroval. Odehrál také jeden zápas v Poháru České pošty. Po podzimní části se Engelmann vrátil do Dukly. Před sezonou 2014/15 odešel na roční hostování zpět do Bohemians.
V červenci 2015 posílil český výběr fotbalistů bez angažmá pod hlavičkou ČAFH, který na mezinárodním evropském turnaji FIFPro vyhrál titul. Tento úspěch mu vzápětí pomohl k angažmá v FC Baník Ostrava.
Na jaře roku 2016 působil v klubu Manningham United FC z Victorian State League Division 1. Od léta 2016 hraje za FK Viktoria Žižkov.